# Distrito de Obas
El distrito peruano de Obas es uno de los ocho distritos de la provincia de Yarowilca, en el departamento de Huánuco, bajo la administración del Gobierno Regional de Huánuco.
Desde el punto de vista jerárquico de la Iglesia católica forma parte de la Diócesis de Huánuco, sufragánea de la Arquidiócesis de Huancayo.

## Historia
Fue creado mediante Ley s/n del 2 de enero del 1857, en el gobierno del Presidente Ramón Castilla.

## División administrativa

### Centros poblados
- Urbanos
  - Obas, con 5999 hab.
- Rurales
  - Andahuayla, con 176 hab.
  - Chacpa, con 153 hab.
  - Cochamarca, con 227 hab.
  - Cochas, con 153 hab.
  - Colquillas, con 304 hab.
  - Huamparín, con 156 hab.
  - Intipampa, con 201 hab.
  - Shunqui Pampa, con 161 hab.
  - Vilcabamba, con 196 hab.
  - Villa de Manta, con 315 hab.
  - Hualpayunca, con 350 hab.
  - Pupuncocha. con 96 hab.
  - Shancay. con 87 hab.
  - San Pedro de Quiloj. con 76 hab.
  - Pariacancha. con 130 hab.
  - Obaspampa. con 60 hab.
  - Angas. con 54 hab.
  - Tumanhuari. con 65 hab.
  - Goripampa. con 25 hab.
  - Yanampampa. con 35 hab.

## Capital
Es el poblado de Obas, a 3 528 m s. n. m.

## Autoridades

### Municipales
- 2023 - 2026
  - Alcalde: Huaranga Alvino Lorgio, de Alianza para el progreso
  - Regidores: Chagua Lorenzo Duly Carla (Alianza para el progreso), Tolentino Liberato Abelardo (Alianza para el progreso), Matías Advíncula Margarita (Alianza para el progreso), Cámara Victorio Santosa (Alianza para el progreso), Chagua Mato Donato Luis (Movimiento Independiente Regional Huánuco Primero)

- 2019 - 2022
- 2015 - 2018
- 2011 - 2014[2]
- 2007 - 2010
  - Alcalde: Santiago Salvador Palacios.

### Policiales
- Comisario:  PNP.

### Religiosas
- Diócesis de Huánuco[3]
  - Obispo: Mons. Jaime Rodríguez Salazar, MCCJ.
- Parroquia
  - Párroco: Pbro.

## Festividades
- Fiesta de Aniversario de la Creación Política de Distrito de Obas 2 de enero de 1857,la festividad comienza desde el 30 de diciembre a 2 de enero.
- Fiesta Patronal en honor a "San Pedro" que se realiza del 26 al 30 de junio de cada año.En esta festividad se aprecia la competencia de banda de músicos de parte alta y parte baja, quema de vistosos castillos de juegos artificiales.
- Fiesta Costumbrista en honor a la Virgen María, del 2 al 7 de agosto de cada año. Se aprecia varias puntas de pallas.

## Galería
- Wikimedia Commons alberga una categoría multimedia sobre Distrito de Obas.